# Saudijska ratna mornarica
Saudijska ratna mornarica (arapski: القوات البحرية الملكية السعودية) katkada i Kraljevska saudijska mornarica je grana Oružanih snaga Saudijske Arabije. U sastavu ratne mornarice nalazi se oko 15.000 ljudi, uključujući 3.000 marinaca. Osnovana je 1960., a značajnije pojačana uz pomoć SAD-a 1972. kako bi mogla parirati tadašnjoj Iranskoj ratnoj mornarici. Sjedište moranarice je u gradu Rijadu.
Zapadna flota nalazi se u Crvenom moru sa sjedištem u Jeddahu, dok se Istočna flota nalazi u Perzijskom zaljevu sa sjedištem u Džubailu. Većina brodova u sastavu saudijske mornarice su strane gradnje, pretežito bivša ili nova američka, francuska i britanska plovila.

### Unutarnje poveznice
- Ratna mornarica SAD-a
- Britanska kraljevska ratna mornarica
- Brazilska ratna mornarica

## Vanjske poveznice
- (arap.) Saudijske ratna mornarica  Arhivirana inačica izvorne stranice od 31. siječnja 2018. (Wayback Machine), službena stranica
- (en) Saudijska ratna mornarica na GlobalSecurity.org